# Lost Planet: Extreme Condition
Lost Planet: Extreme Condition is een third-person shooter, ontwikkeld en uitgegeven door Capcom in Europa op 12 januari 2006. Op 6 juni 2008 werd de uitbreiding Colonies uitgebracht.

## Verhaal
Lost Planet speelt zich af in de toekomst. De omgeving op aarde is te gevaarlijk geworden voor de mens om te overleven. Dennis Isenberg, leider van Neo-Venus Construction (NEVEC), is begonnen met het koloniseren van de planeet E.D.N III. Deze planeet heeft van nature koude weersomstandigheden en wordt bewoond door een alienras genaamd de Akrid. De planeet was niet bewoonbaar totdat T-ENG (Thermal Energy) ontdekt werd. Deze stof wordt alleen gevonden in de lichamen van de Akrid. Hierdoor werden de mensen gedwongen om de Akrid te bevechten, om zo te kunnen overleven. Hiervoor heeft NEVEC de VS technologie ontwikkeld. Deze Vital Suits zijn ontwikkeld om mensen beter te kunnen verdedigen en sneller te kunnen verplaatsen.

## Downloadbare inhoud
Vanaf 9 maart 2007 waren de twee multiplayer-mappen Radar Field en Island 902 te downloaden. Eén zo een pakket met twee mappen kostte 400 Microsoft Points. Vanaf 20 juli 2007 is dit pakket samen met het tweede pakket, Hive Complex en Trial Point, gratis verkrijgbaar via Xbox Live.
Op 21 juni 2007 kwam het derde pakket uit met daarin de mappen Ice Drop, Ruins en Lost Technology. Dit pakket werd op 16 augustus 2007 gratis verkrijgbaar.
De map Battleground, die van origine alleen verkrijgbaar was in de limited edition van het spel, werd gratis downloadbaar op 7 juni 2007.

## Limited Edition
Ook de limited edition van Lost Planet is verkrijgbaar. Hierin zit een art book en de multiplayer-map Battleground. Ook zit hier een tweede cd-rom in met de volledige soundtrack, achtergronden en drie scené's uit het spel.
Dit zijn de liedjes op de tweede cd-rom:
1. Akrid Fight - 1:39
2. Akrid Nest - 1:57
3. Basils Attack - 2:08
4. Battle Ready - 1:36
5. Crimson Fortress - 2:09
6. Grave's Theme - 1:33
7. Ice Dam - 2:07
8. Main Themes - 3:01
9. Mountain Pass - 1:37
10. NEVEC Theme - 1:41
11. Opening Movie - 4:36
12. Snow Base - 2:12
13. Snow Field - 2:10
14. Spider Boss - 1:13
15. Wayne's Theme - 1:36